# Ludvig Irgens-Jensen
Ludvig Irgens-Jensen, född 13 april 1894 i Kristiania, död 11 april 1969 på Sicilien, var en norsk kompositör. Ursprungligen hette han Ludvig Jensen, men ändrade namnet till Irgens-Jensen omkring år 1953.
Ursprungligen var han språkvetare, men började vid sidan om att undervisa i piano. Som kompositör var han autodidakt, men han behärskade form, kontrapunkt och instrumentering. Han debuterade 1920 med flera verk.
Han vann i början av sin karriär pris. Altar är hans mest kända verk. Mycket av musiken är folkromantisk och historiskt influerad. Han anses vara en nyklassisk kompositör.

## Kompositioner
- Air for lite orkester  - Air för liten orkester (1959)
- Alla marcia (De brendte våre gårder) (1945)
- Altar  for fiolin og strykere (1939)
- Bols vise for fiolin og orkester (1938)
- Canto d'omaggio til Oslo bys 900-årsjubileum (1950)
- Dans' [Tanz], arr. Arvid Kleven (1924)
- Das Meer erstrahlt, arr. Arvid Kleven (1924)
- Kong Baldvines armring, svit för liten orkester till Helen Stibolts barnkomedi (1939)
- Partita sinfionica, svit från Driftekaren' (1939), utgivet 1951
- Passacaglia (1928), utgivet 1934, rev. 1952
- Japanischer Frühling, dikt - japansk lyrik (1957)
- Pastorale religioso för liten orkester, eg. blandet kor-sangen Rosa (1944)
- Rondo marziale, egentligen sista satsen i symfoni i d-moll (1942)
- Siciliano for strykere, arr. av klaverstycke av Sverre Bergh.
- Symfoni d-moll' (1942), spelad första gången 1945
- Variationer och fuga i g-moll (1925), omarbetad och utgiven som Tema con variazioni 1934